# Harutaka Ōno
Harutaka Ōno (jap. 大野 敏隆 Ōno Harutaka; ur. 12 maja 1978) – japoński piłkarz.

## Kariera klubowa
Od 1997 do 2008 roku występował w klubach Kashiwa Reysol, Kyoto Purple Sanga, Nagoya Grampus Eight i Tokyo Verdy.

## Kariera reprezentacyjna
W 1997 roku Harutaka Ōno zagrał na Mistrzostwach Świata U-20.